# 蒼白小油鯰
蒼白小油鯰（学名：Pimelodella pallida）為輻鰭魚綱鯰形目鼬鯰科的一種熱帶淡水魚，其种加词“pallida ”意为“淡色的”。分布於南美洲哥倫比亞Guaviare河流域，體長可達9.4公分，棲息在底層水域，生活習性不明。